# جونو 1
چونو 1 (بالإنجليزية: Juno I)‏ كانت مركبة إطلاق فضائية أمريكية مكونة من أربع مراحل، استخدمت لإطلاق حمولات خفيفة الوزن إلى مدار أرضي منخفض. استُخدم چونو في الفترة ما بين يناير 1958 إلى ديسمبر 1959. وهو جزء من عائلة مركبات الإطلاق ريدستون، واشتق من صاروخ التجارب چوبيتر-سي. عادة ما يُخلط بينه وبين مركبة الإطلاق چونو 2، والتي اشتُقت من الصاروخ الباليستي متوسط المدى PGM-19 Jupiter. في عام 1958، استُخدمت مركبة الإطلاق چونو 1 لإطلاق أول قمر صناعي أمريكي، إكسبلورر 1.

## التاريخ
طُور كجزء من مشروع إكسبلورر، وكان الهدف هو وضع قمر اصطناعي في المدار. بعد إطلاق الاتحاد السوفيتي لسبوتنيك 1 في 4 أكتوبر 1957 (وأزمة سبوتنيك الناتجة عن ذلك) وفشل محاولة إطلاق فانجارد 1، تلقى البرنامج تمويلًا يتناسب مع الإنجازات الفضائية السوفيتية. اقترح مدير مختبر الدفع النفاث الدكتور ويليام بيكرينج اسم عائلة مركبة الإطلاق في نوفمبر 1957، الذي قدم اسم چونو، على اسم الإلهة الرومانية وملكة الآلهة، بالإضافة إلى موقعها كإصدار إطلاق الأقمار الصناعية من چوبيتر-سي. بُنيت المرحلة الرابعة لمركبة الإطلاق چونو 1 في أعقاب الإطلاق التجريبي في سبتمبر 1956 لصاروخ چوبيتر-سي لوكالة الصواريخ الباليستية للجيش، والذي كان من الممكن أن يكون أول إطلاق قمر صناعي في العالم، لو حُملت المرحلة الرابعة وتزويدها بالوقود. كانت المرحلة الرابعة ستسمح لمخروط الأنف بتجاوز الهدف والدخول في المدار.
كان أول إطلاق لمركبة الإطلاق چونو 1 في أوائل عام 1958، مع الإطلاق الناجح للقمر الاصطناعي إكسبلورر 1 في 1 فبراير 1958، في الساعة 03:47:56 بتوقيت جرينتش، بعد إطلاق الاتحاد السوفيتي سبوتنيك 1 في 4 أكتوبر 1957. وكان من المقرر أن يجري الإطلاق في 29 يناير 1958، إلا أنه أُجل مرتين. كان إكسبلورر 1 هو أول قمر اصطناعي أمريكي، وقد أكد وجود حزام فان ألين الإشعاعي. بعد الإطلاق الناجح الأول، حدثت خمس محاولات أخرى لإطلاق چونو 1، نجحت اثنتان منها وفشلت ثلاث مرات. كانت محاولة الإطلاق النهائية في 23 أكتوبر 1958، من منصة الإطلاق 5 في كيب كانافيرال، وانتهت بالفشل.

## مركبة الإطلاق
تتكون مركبة چونو 1 من المرحلة الأولى من صاروخ جوبيتر-سي، والتي تعتمد على صاروخ ريدستون؛ مع ثلاث مراحل إضافية تعمل بالوقود الصلب تعتمد على صاروخ سارجنت لتوفير الدفع الإضافي للوصول إلى المدار. رُكبت المرحلة الرابعة فوق "حوض" المرحلة الثالثة، وشُغلت محركاتها بعد احتراق المرحلة الثالثة لتعزيز الحمولة والمرحلة الرابعة إلى سرعة مدارية تبلغ 8 كم/ث (5.0 ميل/ث)، مع تسارع يتراوح بين 25-51 جم. ضُبط الحوض مع المرحلة الرابعة على الدوران أثناء وجود مركبة الإطلاق على منصة الإطلاق لتوفير قوة جيروسكوبية بدلًا من نظام التوجيه الذي كان سيتطلب توجيه الدفع، أو دافعات فيرنييه، أو نظام التحكم في رد الفعل. تُفصَل حزمة التوجيه المعزز (مع الحوض المرفق) عن المرحلة الأولى بعد الاحتراق لتوفير التحكم حتى اشتعال المرحلة الثانية. هذا النظام متعدد المراحل، والذي صممه فيرنر فون براون في عام 1956 لمشروعه المقترح أوربيتر، ألغى الحاجة إلى نظام توجيه في المراحل العليا. كانت هذه هي الطريقة الأبسط لوضع الحمولة في المدار، ولكن بسبب عدم وجود توجيه في المرحلة العليا، لم تتمكن الحمولة من تحقيق مدار دقيق. كان ارتفاع كل من مركبات الإطلاق چونو 1 المكونة من أربع مراحل وجوبيتر سي المكونة من ثلاث مراحل هو نفسه ( 21.2 م (70 قدم) )، مع إضافة المعزز الرابع للمرحلة الرابعة من چونو 1 والذي وُضع داخل مخروط الأنف للمرحلة الثالثة.

## تاريخ الإطلاق
أُطلق چونو 1 ست مرات بواسطة وكالة الجيش للصواريخ الباليستية في عام 1958، بهدف وضع الأقمار الصناعية في مدار أرضي منخفض.
بعد الإطلاق الناجح لمركبة إكسبلورر 1 في الأول من فبراير عام 1958، قام أول قمر اصطناعي أمريكي، چونو 1، بخمس عمليات إطلاق أخرى قبل تقاعده لصالح چونو 2. على الرغم من أن إطلاق چونو 1 للقمر الصناعي إكسبلورر 1 كان نجاحًا كبيرًا لبرنامج الفضاء الأمريكي، إلا أن اثنتين فقط من رحلاته الخمس المتبقية كانتا ناجحتين، إكسبلورر 3 وإكسبلورر 4، مما أعطى مركبة چونو 1 نسبة نجاح إجمالية للمهمة بلغت 50%. استُبدلت مركبة چونو 1 بمركبة چونو 2 في عام 1959.
كان الجمهور الأمريكي سعيدًا ومطمئنًا لأن أمريكا تمكنت أخيرًا من إطلاق قمر اصطناعي بعد فشل الإطلاق في سلسلة فانجارد وفايكنج. مع النجاح النسبي الذي حققه برنامج چونو 1، قام فون براون بتطوير چونو 2 ، باستخدام المرحلة الأولى من صاروخ بي جي إم-19 چوبيتر، بدلًا من صاروخ ردستون.